# Duinencross
De Duinencross is een veldrijwedstrijd die jaarlijks wordt georganiseerd in de Belgische gemeente Koksijde.
In 1994 en in 2012 werd het wereldkampioenschap veldrijden op dit parcours gehouden. Paul Herygers won in 1994 zijn eerste wereldtitel voor Richard Groenendaal en Erwin Vervecken, terwijl Niels Albert in 2012 zijn tweede wereldtitel in Koksijde won voor Rob Peeters en Kevin Pauwels.

## Erelijst

### Mannen elite
| Datum      | Klassement              | Cat.               | Winnaar                                 | Tweede                                  | Derde                                   |
| ---------- | ----------------------- | ------------------ | --------------------------------------- | --------------------------------------- | --------------------------------------- |
| 03/01/2025 | X²O Badkamers Trofee    | C1                 | Laurens Sweeck                          | Tibor Del Grosso                        | Toon Aerts                              |
| 04/01/2024 | X²O Badkamers Trofee    | C1                 | Mathieu van der Poel                    | Pim Ronhaar                             | Wout van Aert                           |
| 05/01/2023 | X²O Badkamers Trofee    | C1                 | Wout van Aert                           | Mathieu van der Poel                    | Laurens Sweeck                          |
| 21/11/2021 | Wereldbeker             | CDM                | Eli Iserbyt                             | Laurens Sweeck                          | Toon Aerts                              |
| 22/11/2020 | Wereldbeker             | CDM                | Afgelast vanwege de coronapandemie      | Afgelast vanwege de coronapandemie      | Afgelast vanwege de coronapandemie      |
| 24/11/2019 | Wereldbeker             | CDM                | Mathieu van der Poel                    | Laurens Sweeck                          | Toon Aerts                              |
| 25/11/2018 | Wereldbeker             | CDM                | Mathieu van der Poel                    | Wout van Aert                           | Toon Aerts                              |
| 22/10/2017 | Wereldbeker             | CDM                | Mathieu van der Poel                    | Lars van der Haar                       | Wout van Aert                           |
| 20/11/2016 | Wereldbeker             | CDM                | Editie 2016 afgelast vanwege stormweer. | Editie 2016 afgelast vanwege stormweer. | Editie 2016 afgelast vanwege stormweer. |
| 22/11/2015 | Wereldbeker             | CDM                | Sven Nys                                | Wout van Aert                           | Mathieu van der Poel                    |
| 22/11/2014 | Wereldbeker             | CDM                | Wout van Aert                           | Kevin Pauwels                           | Mathieu van der Poel                    |
| 23/11/2013 | Wereldbeker             | CDM                | Niels Albert                            | Francis Mourey                          | Philipp Walsleben                       |
| 24/11/2012 | Wereldbeker             | CDM                | Sven Nys                                | Niels Albert                            | Francis Mourey                          |
| 29/01/2012 | Wereldkampioenschap     | CM                 | Niels Albert                            | Rob Peeters                             | Kevin Pauwels                           |
| 26/12/2011 | Wereldbeker             | CDM                | Sven Nys                                | Kevin Pauwels                           | Bart Aernouts                           |
| 27/11/2010 | Wereldbeker             | CDM                | Niels Albert                            | Zdeněk Štybar                           | Sven Nys                                |
| 28/11/2009 | Wereldbeker             | CDM                | Zdeněk Štybar                           | Sven Nys                                | Klaas Vantornout                        |
| 29/11/2008 | Wereldbeker             | CDM                | Erwin Vervecken                         | Sven Nys                                | Zdeněk Štybar                           |
| 24/11/2007 | Wereldbeker             | CDM                | Sven Nys                                | Erwin Vervecken                         | Lars Boom                               |
| 25/11/2006 | Wereldbeker             | CDM                | Sven Nys                                | Bart Wellens                            | Sven Vanthourenhout                     |
| 24/11/2005 | Losse cross             | C1                 | Sven Nys                                | Tom Vannoppen                           | Sven Vanthourenhout                     |
| 27/11/2004 |                         |                    | Erwin Vervecken                         | Sven Nys                                | Ben Berden                              |
| 28/12/2003 | Wereldbeker             | CDM                | Ben Berden                              | Richard Groenendaal                     | Erwin Vervecken                         |
| 30/11/2002 |                         |                    | Ben Berden                              | Sven Nys                                | Erwin Vervecken                         |
| 13/01/2002 | Belgische kampioenschap | CN                 | Mario De Clercq                         | Erwin Vervecken                         | Sven Vanthourenhout                     |
| 24/11/2001 |                         |                    | Richard Groenendaal                     | Erwin Vervecken                         | Tom Vannoppen                           |
| 25/11/2000 |                         |                    | Erwin Vervecken                         | Bart Wellens                            | Sven Nys                                |
| 27/11/1999 |                         |                    | Sven Nys                                | Bart Wellens                            | Adrie van der Poel                      |
| 20/12/1998 | Wereldbeker             | CDM                | Mario De Clercq                         | Bart Wellens                            | Adrie van der Poel                      |
| 21/12/1997 | Wereldbeker             | CDM                | Richard Groenendaal                     | Adrie van der Poel                      | Marc Janssens                           |
| 22/12/1996 | Wereldbeker             | CDM                | Adrie van der Poel                      | Erwin Vervecken                         | Richard Groenendaal                     |
| 25/11/1995 |                         |                    | Erwin Vervecken                         | Marc Janssens                           | Radomír Šimůnek                         |
| 26/11/1994 |                         |                    | Paul Herygers                           | Richard Groenendaal                     | Huub Kools                              |
| 30/01/1994 | Wereldkampioenschap     | CM                 | Paul Herygers                           | Richard Groenendaal                     | Erwin Vervecken                         |
| 30/11/1993 |                         |                    | Erwin Vervecken                         | Paul Herygers                           | Danny De Bie                            |
| 28/11/1992 |                         |                    | Danny De Bie                            | Paul Herygers                           | Filip Van Luchem                        |
| 30/11/1991 |                         |                    | Danny De Bie                            | Radomír Šimůnek                         | Paul De Brauwer                         |
| 01/12/1990 |                         |                    | Radomír Šimůnek                         | Huub Kools                              | Frank Van Brakel                        |
| 02/12/1989 |                         |                    | Danny De Bie                            | Frank Van Brakel                        | Guy Van Dijck                           |
| 03/12/1988 |                         |                    | Danny De Bie                            | Hennie Stamsnijder                      | Frank Van Brakel                        |
| 05/12/1987 |                         |                    | Rein Groenendaal                        | Hennie Stamsnijder                      | Paul De Brauwer                         |
| 06/12/1986 |                         |                    | Roland Liboton                          | Paul De Brauwer                         | Ivan Messelis                           |
| 07/12/1985 |                         |                    | Roland Liboton                          | Rein Groenendaal                        | Frank Van Brakel                        |
| 08/12/1984 |                         |                    | Ivan Messelis                           | Paul De Brauwer                         | Rein Groenendaal                        |
| 10/12/1983 |                         |                    | Ivan Messelis                           | Hennie Stamsnijder                      | Robert Vermeire                         |
| 11/12/1982 |                         |                    | Rein Groenendaal                        | Johan Ghyllebert                        | Roland Liboton                          |
| 12/12/1981 |                         |                    | Johan Ghyllebert                        | Hennie Stamsnijder                      | Robert Vermeire                         |
| 13/12/1980 |                         |                    | Jan Teugels                             | Freddy Deschacht                        | Eric Debruyne                           |
| 15/12/1979 |                         |                    | Robert Vermeire                         | Freddy Deschacht                        | Ivan Messelis                           |
| 16/12/1978 |                         |                    | Robert Vermeire                         | Ivan Messelis                           | Norbert Dedeckere                       |
| 1977       | Niet georganiseerd      | Niet georganiseerd | Niet georganiseerd                      | Niet georganiseerd                      | Niet georganiseerd                      |
| 11/12/1976 |                         |                    | Norbert Dedeckere                       | Marc De Block                           | André Geirlandt                         |
| 13/12/1975 |                         |                    | Norbert Dedeckere                       | Marc De Block                           | Robert Vermeire                         |
| 14/12/1974 |                         |                    | Eric Desruelle                          | Marc De Block                           | Norbert Dedeckere                       |
| 15/12/1973 |                         |                    | André Geirlandt                         | Norbert Dedeckere                       | Eric Desruelle                          |
| 16/12/1972 |                         |                    | Roger De Vlaeminck                      | Robert Vermeire                         | Auguste Badts                           |
| 18/12/1971 |                         |                    | Erik De Vlaeminck                       | Flory Ongenae                           | Norbert Dedeckere                       |
| 20/12/1970 |                         |                    | Erik De Vlaeminck                       | Robert Vermeire                         | Freddy Naert                            |
| 27/12/1969 |                         |                    | Roger De Vlaeminck                      | Robert Vermeire                         | Norbert Dedeckere                       |

### Vrouwen elite
| Datum                                   | Klassement           | Cat. | Winnaar                                 | Tweede                                  | Derde                                   |
| --------------------------------------- | -------------------- | ---- | --------------------------------------- | --------------------------------------- | --------------------------------------- |
| 03/01/2025                              | X²O Badkamers Trofee | C1   | Puck Pieterse                           | Lucinda Brand                           | Fem van Empel                           |
| 04/01/2024                              | X²O Badkamers Trofee | C1   | Fem van Empel                           | Lucinda Brand                           | Ceylin del Carmen Alvarado              |
| 05/01/2023                              | X²O Badkamers Trofee | C1   | Shirin van Anrooij                      | Fem van Empel                           | Lucinda Brand                           |
| 21/11/2021                              | Wereldbeker          | CDM  | Annemarie Worst                         | Denise Betsema                          | Lucinda Brand                           |
| 22/11/2020                              | Wereldbeker          | CDM  | Afgelast vanwege de coronapandemie      | Afgelast vanwege de coronapandemie      | Afgelast vanwege de coronapandemie      |
| 24/11/2019                              | Wereldbeker          | CDM  | Ceylin del Carmen Alvarado              | Lucinda Brand                           | Yara Kastelijn                          |
| 25/11/2018                              | Wereldbeker          | CDM  | Denise Betsema                          | Nikki Brammeier                         | Annemarie Worst                         |
| 22/10/2017                              | Wereldbeker          | CDM  | Maud Kaptheijns                         | Sophie de Boer                          | Sanne Cant                              |
| 20/11/2016                              | Wereldbeker          | CDM  | Editie 2016 afgelast vanwege stormweer. | Editie 2016 afgelast vanwege stormweer. | Editie 2016 afgelast vanwege stormweer. |
| 22/11/2015                              | Wereldbeker          | CDM  | Sanne Cant                              | Nikki Harris                            | Katherine Compton                       |
| 22/11/2014                              | Wereldbeker          | CDM  | Sanne Cant                              | Sabrina Stultiens                       | Sophie de Boer                          |
| 23/11/2013                              | Wereldbeker          | CDM  | Katherine Compton                       | Sanne Cant                              | Nikki Harris                            |
| 24/11/2012                              | Wereldbeker          | CDM  | Katherine Compton                       | Nikki Harris                            | Sanne Cant                              |
| 29/01/2012                              | Wereldkampioenschap  | CM   | Marianne Vos                            | Daphny van den Brand                    | Sanne Cant                              |
| 26/12/2011                              | Wereldbeker          | CDM  | Daphny van den Brand                    | Marianne Vos                            | Katherine Compton                       |
| 27/11/2010                              | Wereldbeker          | CDM  | Katherine Compton                       | Daphny van den Brand                    | Sanne van Paassen                       |
| 28/11/2009                              | Wereldbeker          | CDM  | Marianne Vos                            | Daphny van den Brand                    | Katherine Compton                       |
| 29/11/2008                              | Wereldbeker          | CDM  | Katherine Compton                       | Hanka Kupfernagel                       | Daphny van den Brand                    |
| 24/11/2007                              | Wereldbeker          | CDM  | Daphny van den Brand                    | Katherine Compton                       | Maryline Salvetat                       |
| Niet georganiseerd tussen 2004 en 2006. |                      |      |                                         |                                         |                                         |
| 28/12/2003                              | Wereldbeker          | CDM  | Hanka Kupfernagel                       | Maryline Salvetat                       | Marianne Vos                            |

1969 · 
1970 · 
1971 · 
1972 · 
1937 · 
1974 · 
1975 · 
1976 · 
1977 · 
1978 · 
1979 · 
1980 · 
1981 · 
1982 · 
1983 · 
1984 · 
1985 · 
1986 · 
1987 · 
1988 · 
1989 · 
1990 · 
1991 · 
1992 · 
1993 · 
1994 · 
1996 · 
1997 · 
1998 · 
1999 · 
2000 · 
2001 · 
2002 · 
2003 ·
2004 · 
2005 · 
2006 · 
2007 · 
2008 · 
2009 ·
2010 · 
2011 · 
2012 · 
2013 · 
2014 · 
2015 · 
2016 · 
2017 · 
2018 · 
2019 · 
2020 · 
2021 · 
2022 · 
2023 · 
2024 ·
2025